# Wytwórnia Materiałów Wybuchowych „Kinga” przy ul. Solec w Warszawie

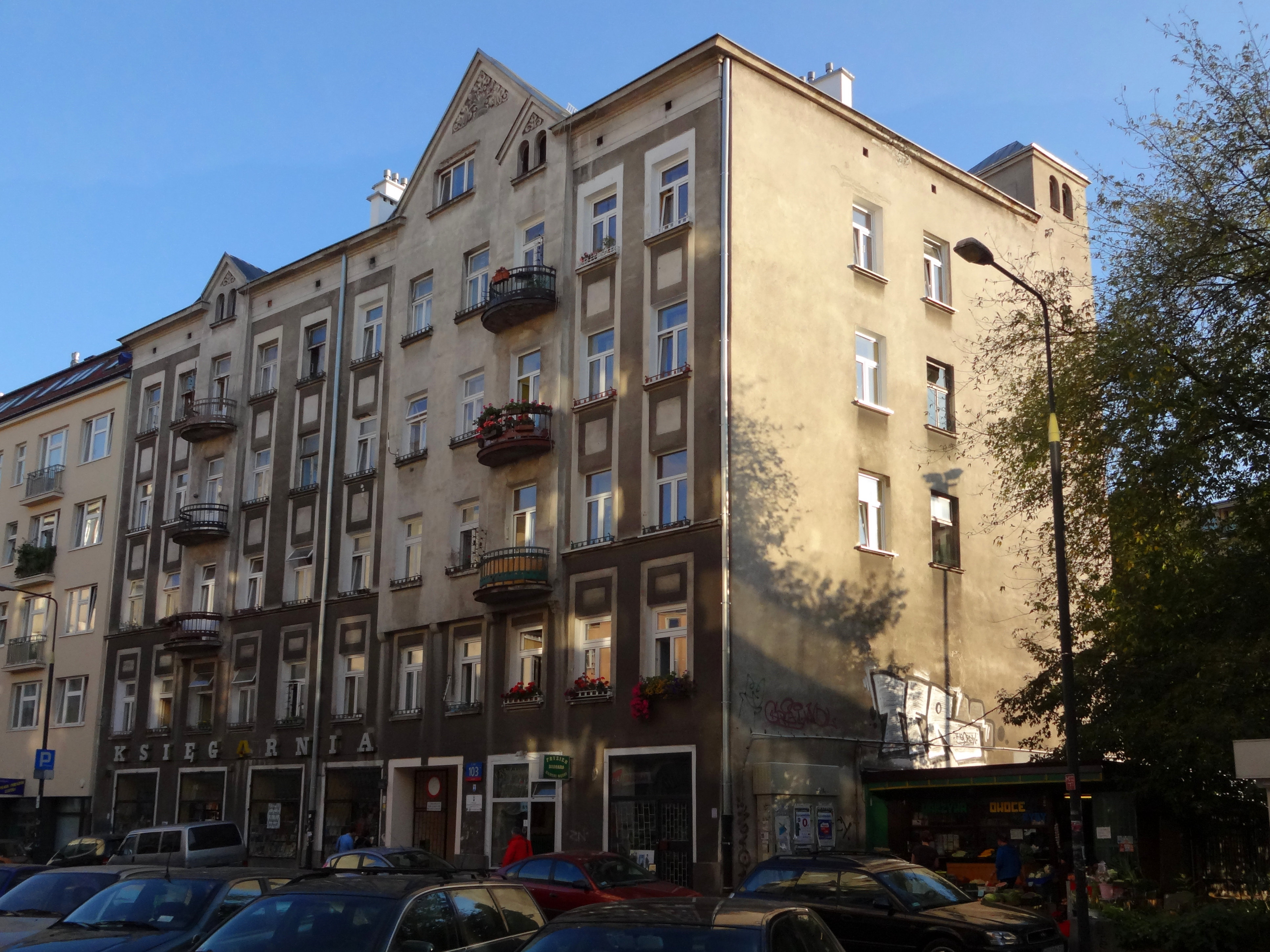
Kamienica przy ul. Solec 103 w Warszawie, w podziemiach której mieściła się wytwórnia

Wytwórnia Materiałów Wybuchowych „Kinga” przy ul. Solec w Warszawie – wytwórnia amonitu działająca od września 1943 roku do 6 kwietnia 1944 roku w pionie Wydziału Saperów Oddziału III Komendy Głównej Armii Krajowej, w podziemiach kamienicy przy ul. Solec 103 w Warszawie.

## Historia
Wytwórnia została zorganizowana przez inż. Janinę Szabatowską „Jankę”, która kierowała nią z przerwami do połowy stycznia 1944 roku (wcześniej kierowała również wytwórnią „Farbiarnia” przy ul. Krochmalnej 15). Do listopada 1943 roku była ona jednocześnie kierowniczką produkcji materiałów wybuchowych w pionie Wydziału Saperów Oddziału III. Jej następcą na tym stanowisku był kpt. inż. Czesław Sudlitz „Kalina”, który wtedy przejął także nadzór nad „Kingą”. Od stycznia do kwietnia 1944 roku kierowniczką wytwórni była mgr Eleonora Herdegen „Magda”.
Wytwórni nadano nazwę „Kinga”, gdyż podobnie jak działająca od czasów św. Kingi kopalnia soli, znajdowała się w podziemiu. Pomieszczenie zostało specjalnie przygotowane i przystosowane do pracy konspiracyjnej. Na zewnątrz widoczny był barak, w którym znajdowała się legalna wytwórnia słomianych mat ogrodniczych z głośno pracującą słomiarnią. Do części podziemnej wchodziło się przez szafę ubraniową. Hala o powierzchni 100 m², według wspomnień piękna, jasna, polakierowana i silnie oświetlona, była podparta w środku kolumnami. Drugie wyjście ewakuacyjne znajdowało się na końcu podziemnego korytarza, w ogrodzie klasztornym zgromadzenia szarytek przy ul. Tamka.
Amonit produkowano w „Kindze” we wrześniu i październiku 1943 roku (przerwano ze względu na zagrożenie) oraz w lutym i marcu 1944 roku. Łącznie wytworzono tu około 4 ton tego materiału wybuchowego. Pracując na dwie zmiany wytwarzano nawet do 300 kg amonitu w ciągu doby. Załoga liczyła 17 osób. Początkowo przykrywką do działalności była wytwórnia mat ogrodowych, ale dla skuteczniejszego kamuflażu, na parterze budynku zorganizowano produkcję środków piorących, którą opiekował się działacz konspiracji, dr Jan Tabeau z Pionek.
Wytwórnia została zlikwidowana przez Niemców w wyniku zdrady. W Wielki Czwartek, 6 kwietnia 1944 roku, około godziny 10 cały teren od Tamki do ul. Czerwonego Krzyża został otoczony przez dwie kompanie żandarmerii, własowców i kompanię granatowej policji. Pracujący wówczas w baraku „Nowicki” (Stanisław Kowalewski), który znajdował się wraz z „Janem” (Antonim Audyckim) w pomieszczeniu będącym punktem obserwacyjnym zaopatrzonym w sygnalizację świetlną, zdążył zaalarmować załogę w podziemiu. Jednak wyjście ewakuacyjne z podziemia przez wykop było również obsadzone: komendant załogi, Mieczysław Zawadzki, gdy odsunął klapę i wychylił głowę ponad ziemię, dostał serię z karabinu maszynowego.
Eleonora Herdegen „Magda” parę minut przed godziną dziesiątą wyszła z „Kingi” po termometry do fabryki termometrów położonej po drugiej stronie rozległego podwórza. Gdy zauważyła koncentrację policji, zaalarmowała Czesława Sudlitza „Kalinę”. Ten próbował zorganizować odsiecz, lecz reakcja Armii Krajowej z zewnątrz w tak krótkim czasie była niemożliwa. Niemcy przez wyrąbany otwór w stropie wrzucali do wytwórni granaty, broniący się odpowiadali, rzucając w nich filipinkami. Niemcy postanowili przez ten otwór zatopić fabrykę. Straż pożarna najpierw na rozkaz Niemców nawoływała do poddania się, a następnie przystąpiła do zatapiania „Kingi”. Zatapianie nie powiodło się: gdy pracownicy wytwórni mieli już wody powyżej pasa, przestało jej przybywać, prawdopodobnie odpływała przez jakieś ujście. Niemcy zajęli wytwórnię tego dnia między godz. 16 a 17. Wyniesiono z niej 7,5 tony materiałów wybuchowych.
Poza Mieczysławem Zawadzkim „Lotnikiem” – komendantem załogi, zginęli, odbierając sobie życie w świetle beznadziejności sytuacji: Stanisław Żygnierski „Rom” – zastępca komendanta załogi, Marianna Wiśniewska „Marta”, Edward Blechowski „Eddy”, Eugeniusz Dąbrowski „Dąb”, Zdzisław Dziudzi „Czekalewski”, Aleksander Załęski „Kindzior”. Aresztowani zostali znajdujący się na parterze: Stanisław Kowalewski „Nowicki”, Antoni Audycki „Jasio”, Jerzy Dziudzi „Jurek” i „Generał”. Po ciężkim śledztwie w komendzie Gestapo, uwięzieni zostali na Pawiaku, skąd 21 maja 1944 roku zostali wywiezieni do obozu koncentracyjnego w Stutthofie. Pobyt w obozie przeżyli „Jasio”, „Jurek” i „Generał”. „Nowicki” prawdopodobnie zginął w czasie ewakuacji obozu. Pracownicy nocnej zmiany ocaleli, byli to: Zygmunt Wiśniewski „Kozioł”, mąż „Marty”, jego syn Jerzy, i Stefan Szablewski.
Ciała zabitych Niemcy przewieźli do Zakładu Medycyny Sądowej przy ul. Oczki, skąd zostały wykradzione przez Zygmunta Wiśniewskiego (z „Kingi”) i Józefę Ciećko „Lukrecję” (z „Farbiarni”) przy pomocy pracowników zakładu. Ofiary spoczywają na cmentarzu Bródnowskim w kwaterze 35 D rząd IV groby 13–19. Polegli członkowie załogi „Kingi” pośmiertnie zostali odznaczeni przez Komendę Główną Armii Krajowej Krzyżami Walecznych po raz pierwszy i po raz drugi.

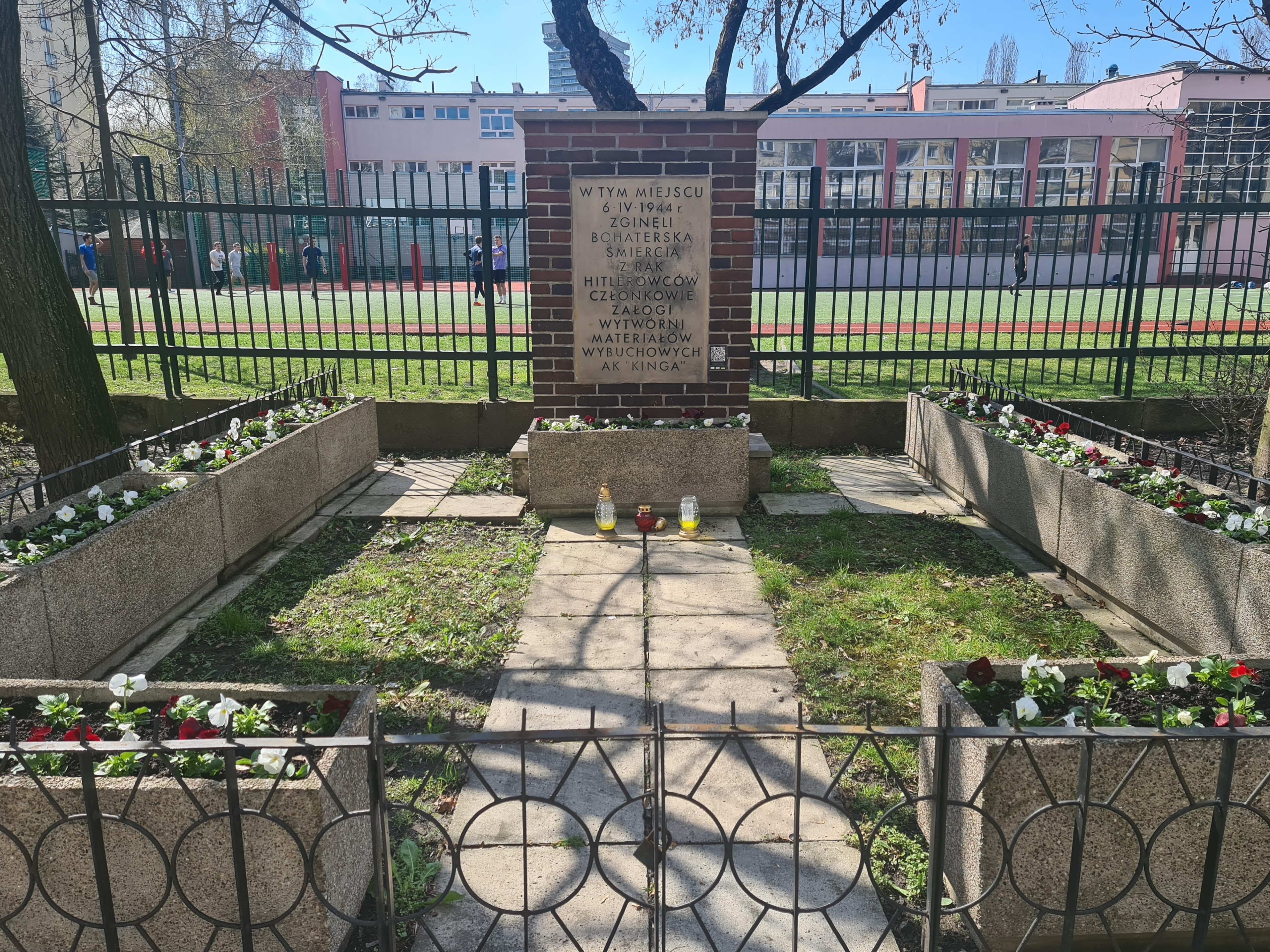
Tablica upamiętniająca poległych pracowników Wytwórni Materiałów Wybuchowych „Kinga” przy ul. Solec 103 w Warszawie

## Upamiętnienie
W latach 50. na ślepej ścianie kamienicy umieszczono tablicę upamiętniającą to wydarzenie, która w 1974 roku została ustawiona jako wolno stojąca przy chodniku.